# Anglia Ruskin University
De Anglia Ruskin University (ARU) is een openbare universiteit in de Britse steden Cambridge, Chelmsford, Peterborough en Londen. De universiteit, ontstaan in 1992 uit een fusie van verschillende instellingen voor hoger onderwijs (zoals de 19e-eeuwse Cambridge School of Art en de Anglia Polytehnic), is vernoemd naar de historische filantroop John Ruskin. De status van universiteit kreeg de ARU als een van de new universities krachtens de Further and Higher Education Act 1992. 
De ARU bestaat uit vijf faculteiten en heeft wereldwijd bijna 40.000 studenten. De hoofdcampussen zijn gelegen in Cambridge (niet gelieerd aan de Universiteit van Cambridge) en Chelmsford. Er zijn ook campussen in Peterborough en Londen (ARU London). Op de campus te Cambridge bevindt zich de Ruskin Gallery, een kunstmuseum waar ook studenten hun werk tentoonstellen.
In de Good University Guide van The Times (2020) stond de ARU op de 41e plaats van beste Britse universiteiten. In de gezaghebbende Times Higher Education World University Rankings (2019) staat de universiteit wereldwijd op een 300 à 350e plaats.

## School of Medicine en reorganisatie (2018)

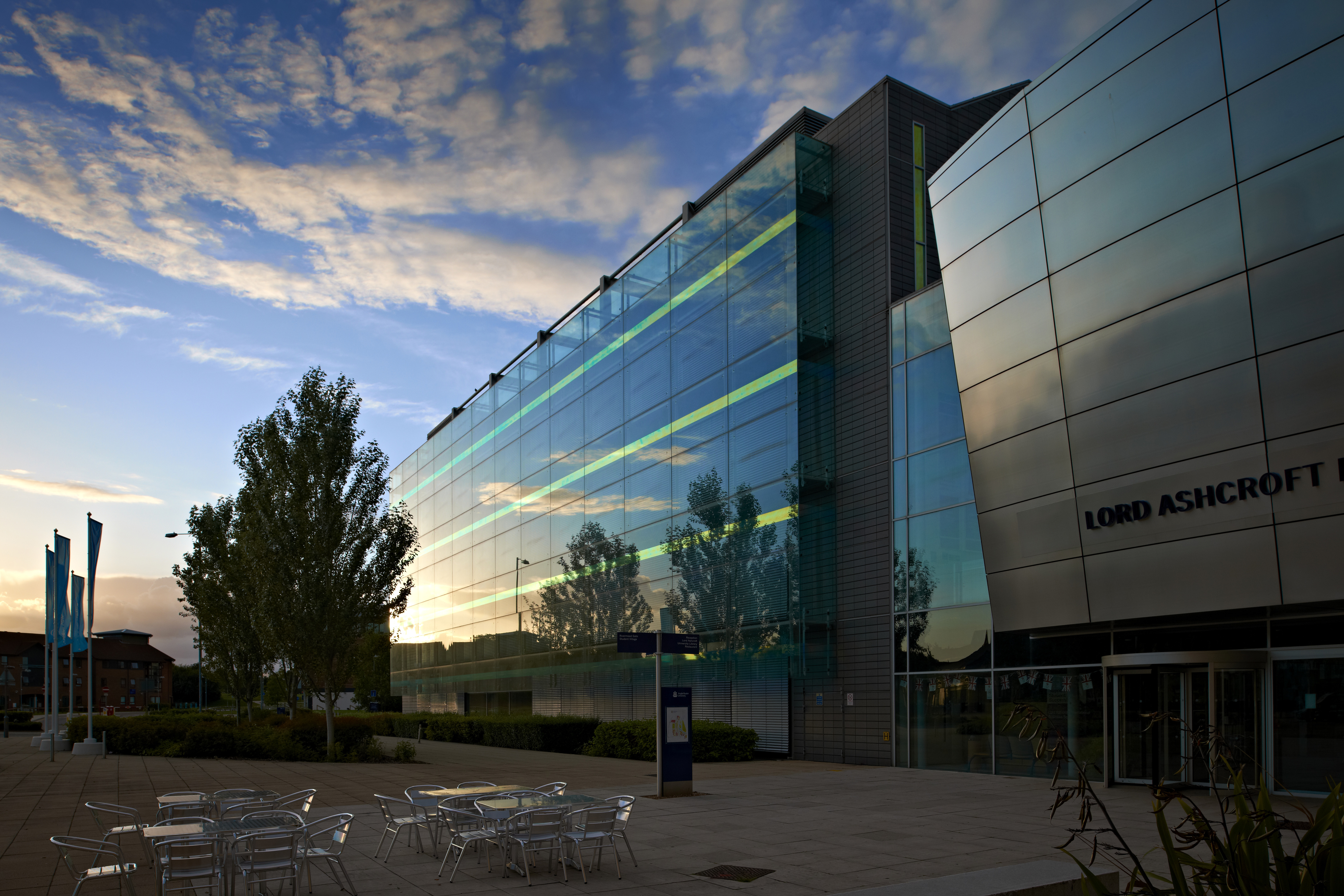
Lord Ashcroft building, campus in Chelmsford.

Na erkenning door de General Medical Council en toekenning van subsidies door de Britse regering werd in 2019 een nieuwe faculteit geneeskunde van de ARU te Chelmsford officieel geopend door de Hertog van Kent. Het is de eerste van vier geplande geneeskundeopleidingen in het land, mede om de gevolgen van Brexit te kunnen opvangen. Aan de oprichting ging een jarenlange voorbereiding vooraf onder het rectoraat van Michael Thorne. 
Om de toenemende kosten van de medische opleiding te beperken diende fors ingeleverd te worden op personeelskosten. In andere departementen werd een grote interne reorganisatie doorgevoerd onder het rectoraat van Iain Martin van 2015 tot 2018. Hierbij werd een grote fusie doorgevoerd van de faculteit Gezondheid, Pedagogie en Sociale zorg met de faculteit Medische Wetenschappen tot een nieuwe faculteit Gezondheidszorg, Pedagogie, Geneeskunde en Sociale zorg. Het aantal kaderleden werd drastisch gereduceerd en departementen werden herondergebracht in grotere vakgroepen ("schools").